# Hakan Aslantaş
Hakan Aslantaş (* 26. August 1985 in Stuttgart) ist ein deutsch-türkischer Fußballspieler. Seine angestammte Spielposition ist das Mittelfeld, allerdings wird er auch häufig als linker Verteidiger eingesetzt.

## Karriere

### Jugend
Hakan Aslantaş kam als Sohn türkischer Gastarbeiter in Stuttgart zur Welt. Nachdem er hier in den Jugendmannschaften von TSV Raidwangen, FV 09 Nürtingen, SV Stuttgarter Kickers und VfB Stuttgart durchlaufen hatte, bekam er vom türkischen Erstligisten Gençlerbirliği Ankara einen Profi-Vertrag über fünf Jahre angeboten und wechselte so in die höchste türkische Spielklasse der Süper Lig.

### Verein
Bei Gençlerbirliği wurde er zunächst Teil der Reservemannschaft, durfte aber am Training des Profi-Teams mitwirken. Nach ein paar Wochen wurde er vom Trainer Ziya Doğan auch in den Kader des Profi-Teams aufgenommen. So debütierte er am 11. September 2004 als Profi-Fußballer in ein Ligaspiel gegen Diyarbakırspor. Bis zum Ende der Saison kam er immer wieder zu Einsätzen und absolvierte insgesamt elf Spiele. Am Anfang der Saison 2005/06 wurde ihm vom neuen Trainer Mesut Bakkal mitgeteilt, dass er für die anstehende Saison nicht mit ihm plane. Diesen Umstand bekam sein alter Trainer Ziya Doğan, der nun beim Ligakonkurrenten Malatyaspor tätig war, mit und holte ihn per Ausleihe zu seiner neuen Wirkungsstätte. Hier kam Aslantaş zu regelmäßigen Einsätzen und konnte Spielpraxis sammeln. Zur Spielzeit 2006/07 kehrte er zu Gençlerbirliği zurück. Für die neue Spielzeit befand ihn Mesut Bakkal für einsatzfähig und ließ ihn insgesamt zwanzigmal spielen. 
Für die Spielzeit 2007/08 ersetzte Gençlerbirliği Mesut Bakkal durch Fuat Çapa. Fuat Çapa befand nach dem Vorbereitungscamp für die neue Saison, dass Aslantaş ausgeliehen werden solle. So verbrachte Aslantaş die erste Hälfte der Saison beim Ligakonkurrenten Gençlerbirliği Oftaş. Hier wurde er auf Anhieb Stammspieler und kam so zu regelmäßigen Einsätzen. In der Winterpause ersetzte die Klubführung Gençlerbirliğis Fuat Çapa durch den deutschen Trainer Reinhard Stumpf. Reinhard Stumpf äußerte gleich den Wunsch, Hakan Aslantaş in seiner Mannschaft sehen zu wollen. So wurde der Vertrag mit Gençlerbirliği Oftaş aufgelöst und Aslantaş spielte fortan in der Stammformation. Nach dem Auslaufen seines Vertrages mit Gençlerbirliği zum Saisonende 2008/09 entschied er sich zur neuen Saison den Verein verlassen zu wollen. So wechselte er innerhalb der Liga zu Kayserispor. Hier kam er zu 20 Einsätzen in der Startelf und spielte dann über 90 Minuten durch, ihm gelang es aber nicht, regelmäßig zum Stammspieler zu werden.
Sein ehemaliger Trainer und Förderer Ziya Doğan stieg mit Konyaspor in die Süper Lig auf und unterbreitete Hakan Aslantaş ein Angebot. Aslantaş nahm das Angebot an und wechselte zu Konyaspor. Hier wurde er auf Anhieb Stammspieler. Sein Verein konnte zum Saisonende den Abstieg nicht verhindern. Zur Winterpause der Spielzeit 2011/12 umwarb ihn der Erstligist Bursaspor. Da sich Konyaspor in finanziellen Engpässen befand, stimmte man einem Wechsel zu. So wechselte Aslantaş gegen eine Ablösesumme von 400.000 Euro zu Bursaspor. Hier eroberte er sich in wenigen Tagen einen Platz in der Stammformation.
Am 12. Januar 2014 wechselte Hakan Aslantaş zu Gençlerbirliği Ankara. Nach eineinhalb Jahren wechselte er zum Stadt- und Ligarivalen Osmanlıspor FK. Mit diesem Klub holte er im Sommer 2015 den vorsaisonal gespielten TSYD-Ankara-Pokal. Bereits nach einer halben Saison kehrte er zu Gençlerbirliği zurück.
Zur Saison 2016/17 wechselte er innerhalb der Süper Lig zum Aufsteiger Kardemir Karabükspor.

## Nationalmannschaft
Hakan Aslantaş fing früh an, für die türkischen Juniorennationalmannschaften aufzulaufen. Er durchlief über die Jahre die meisten Juniorennationalmannschaften. 2004 gelang ihm mit der türkischen U-19 der Finaleinzug bei der U-19-Fußball-Europameisterschaft 2004. Hier scheiterte man nach einer 0:1-Niederlage an der spanischen U-19-Auswahl und wurde Vize-Europameister.

## Erfolge
Mit Osmanlıspor FK
- TSYD-Ankara-Pokalsieger: 2014/15